# Gunung Selan
Gunung Selan is een bestuurslaag in het regentschap Bengkulu Utara van de provincie Bengkulu, Indonesië. Gunung Selan telt 2131 inwoners (volkstelling 2010).